# Pärlbröstad dvärgspett
Pärlbröstad dvärgspett (Picumnus steindachneri) är en fågel i familjen hackspettar inom ordningen hackspettartade fåglar.

## Utseende och läte
Pärlbröstad dvärgspett är en mycket liten svartvit hackspett med en kroppslängd på endast 10 cm. Ovansidan är mörkgrå med svag ljus fjällning och tydliga vita kanter på vingpennorna. Den är svart med vita fläckar på hjässa och bröst, medan buken är svartbandat vit. Hanen har röda spetsar på hjässfjädrarna. Lätet består av en flera sekunder lång ljus drill.

## Utbredning och systematik
Fågeln förekommer i Anderna i nordöstra Peru i sydöstra Amazonas och nordvästra San Martín. Den behandlas som monotypisk, det vill säga att den inte delas in i några underarter.

## Status och hot
Pärlbröstad barbett har ett litet utbredningsområde och tros minska i antal till följd av skogsavverkningar. IUCN kategoriserar arten som nära hotad.

## Namn
Fågelns vetenskapliga artnamn hedrar Franz Steindachner (1834–1919), österrikisk herpetolog och iktyolog som samlade in typexemplaret för arten.